# Saint-Ange-et-Torçay
Saint-Ange-et-Torçay è un comune francese di 285 abitanti situato nel dipartimento dell'Eure-et-Loir nella regione del Centro-Valle della Loira.

## Società

### Evoluzione demografica
Abitanti censiti